# Arquebisbat de Guayaquil
L'arquebisbat de Guayaquil (castellà: Arċhidiocesis de Guayaquil); llatí: Archidioecesis Guayaquilensis) és una seu metropolitana de l'Església catòlica a l'Equador.
Al 2022 comptava amb 2.234.000 batejats d'un total de 2.630.000 habitants. Actualment està regida per l'arquebisbe metropolità cardenal Luis Gerardo Cabrera Herrera, O.F.M.

## Territori
L'arxidiòcesi comprèn tot el cantó de Guayaquil, a la província de Guayas, llevat de les parròquies rurals de Juan Gomez Rendon (Progreso), Morro, Posorja, Puna i Tenguel.
La seu episcopal és la ciutat de Guayaquil, on es troba la catedral de San Pere
El territori s'estén sobre 2.291,77 km² i està dividit en 164 parròquies

## Història
La diòcesi de Guayaquil va ser erigida el 29 de gener de 1838 amb la butlla In supremo beati del papa Gregori XVI, derivant el territori de la diòcesi de Cuenca (actual arxidiòcesi). Va ser originalment sufragània de l'arxidiòcesi de Lima.
El 13 de gener de 1848 passà a formar part de la província eclesiàstica de l'arxidiòcesi de Quito.
Després del trasllat del bisbe Garaycoa a la seu metropolitana de Quito el 1851, l'intent del govern equatorià d'intervenir en els afers eclesiàstics va donar lloc a una vacant de deu anys de la seu.
La crisi de les relacions entre el govern i la diòcesi va continuar els anys següents. L'any 1865, el president Gabriel García Moreno va comunicar al bisbe Aguirre que el seu auxiliar Luis de Tola y Avilés no podia abandonar la ciutat «perquè la seva conducta […] manifesta la seva adhesió als implacables enemics de l'ordre, la propietat, la religió i el govern».
El 23 de març de 1870 va cedir una part del seu territori en benefici de l'erecció de la diòcesi de Portoviejo (actual arxidiòcesi).
L'any 1888 el bisbe del Pozo va ser suspès per la Santa Seu per motius mai aclarits, però certament polítics. S'exilià voluntàriament a Lima i després a Xile, mentre que la seu de Guayaquil, ja considerada entre les més importants del país, restava administrada per un administrador apostòlic.
Després de vint-i-vuit anys de seu vacant, l'elecció del bisbe Riera va ser molt laboriosa. L'any 1915, però, el govern va mostrar una actitud més conciliadora i va proposar col·laborar en la identificació del candidat més adient. L'elecció de la Seu Apostòlica, però, va recaure en Andrés Machado, que desagradava tant a l'arquebisbe de Quito com al govern. A partir de 1917 , el govern equatorià va renunciar definitivament al dret de patronat en l'elecció dels bisbes.
El 15 de juliol de 1948, el 6 de maig de 1950 i el 26 de juliol de 1954 va cedir altres parts del seu territori en benefici de l'erecció respectivament del vicariat apostòlic de Los Ríos (actual diòcesi de Babahoyo), de la prefectura apostòlica de les Galápagos (actualment vicariat apostòlic) i de la prelatura territorial d'El Oro (actual diòcesi de Machala).
El 22 de gener de 1956 va ser elevada al rang d'arxidiòcesi metropolitana en virtut de la butlla Cum in Aequatoriana Republica del papa Pius XII.
El 3 de gener de 1970 , amb la carta apostòlica Quantopere Maria, el papa Pau VI va proclamar la Santíssima Mare de Déu de la Mercè com a patrona principal de l'arxidiòcesi.
Posteriorment va cedir porcions de territori en benefici de l'erecció de noves diòcesis:
- la diòcesi de San Jacinto de Yaguachi (ara la diòcesi de San Jacinto) el 4 de novembre de 2009 ;
- les diòcesis de Daule i de Santa Elena el 2 de febrer de 2022 .

## Cronologia episcopal
- Francisco Xavier de Garaycoa † (1838 - 5 de setembre de 1851 nomenat arquebisbe de Quito)
  - Sede vacante (1851-1861)
- José Tomás Aguirre y Anzoategui † (22 de juliol de 1861 - 14 de maig de 1868 mort)
- José María Lizarzaburo y Borja, S.I. † (22 de novembre de 1869 - 1877 mort)
  - Sede vacante (1877-1884)
- Roberto María Pozo y Martín, S.I. † (13 de novembre de 1884 - 1909 ? mort)[7]
- Juan María Riera, O.P. † (19 de gener de 1912 - 20 de novembre de 1915 mort)
- Andrés Machado, S.I. † (26 d'abril de 1916 - 22 de gener de 1926 mort)
- Carlos María Javier de la Torre † (20 de desembre de 1926 - 8 de setembre de 1933 nomenat arquebisbe de Quito)
  - Sede vacante (1933-1937)
- José Felix Heredia Zurita, S.I. † (16 de desembre de 1937 - 2 d'agost de 1954 mort)
- César Antonio Mosquera Corral † (11 d'octubre de 1954 - 11 de març de 1969 jubilat[8])
- Bernardino Echeverría Ruiz, O.F.M. † (10 d'abril de 1969 - 7 de desembre de 1989 jubilat)
- Juan Ignacio Larrea Holguín † (7 de desembre de 1989 - 7 de maig de 2003 jubilat)
- Antonio Arregui Yarza (7 de maig de 2003 - 24 de setembre de 2015 jubilat)
- Luis Gerardo Cabrera Herrera, O.F.M., dal 24 de setembre de 2015

## Estadístiques
A finals del 2022, la diòcesi comptava amb 2.234.000 batejats sobre una població de 2.630.000 persones, equivalent al 84,9% del total.
| any  | població  | població  | població | sacerdots | sacerdots       | sacerdots       | sacerdots             | diàques | religiosos | religiosos | parroquies |
| ---- | --------- | --------- | -------- | --------- | --------------- | --------------- | --------------------- | ------- | ---------- | ---------- | ---------- |
| any  | batejats  | total     | %        | total     | clergat secular | clergat regular | batejats por sacerdot | diàques | homes      | dones      |            |
| 1950 | 792.320   | 898.578   | 88,2     | 88        | 43              | 45              | 9.003                 |         | 94         | 138        | 58         |
| 1966 | 1.025.000 | 1.052.000 | 97,4     | 185       | 55              | 130             | 5.540                 |         | 43         | 510        | 69         |
| 1968 | ?         | 1.291.895 | ?        | 207       | 66              | 141             | 0                     |         | 230        | 474        | 59         |
| 1976 | 1.300.000 | 1.600.000 | 81,3     | 213       | 71              | 142             | 6.103                 | 1       | 172        | 571        | 77         |
| 1980 | 1.699.165 | 1.810.000 | 93,9     | 225       | 96              | 129             | 7.551                 |         | 168        | 592        | 96         |
| 1990 | 2.607.000 | 2.800.000 | 93,1     | 238       | 125             | 113             | 10.953                | 17      | 268        | 541        | 181        |
| 1999 | 3.200.000 | 3.500.000 | 91,4     | 218       | 136             | 82              | 14.678                | 21      | 106        | 487        | 191        |
| 2000 | 3.260.000 | 3.600.000 | 90,6     | 275       | 190             | 85              | 11.854                | 23      | 103        | 494        | 191        |
| 2001 | 3.400.000 | 3.600.000 | 94,4     | 232       | 150             | 82              | 14.655                | 27      | 99         | 496        | 192        |
| 2002 | 3.400.000 | 3.600.000 | 94,4     | 242       | 157             | 85              | 14.049                | 24      | 104        | 502        | 192        |
| 2003 | 3.400.000 | 3.600.000 | 94,4     | 253       | 163             | 90              | 13.438                | 26      | 111        | 509        | 193        |
| 2004 | 3.000.000 | 3.400.000 | 88,2     | 217       | 175             | 42              | 13.824                | 25      | 65         | 411        | 203        |
| 2006 | 3.022.000 | 3.357.000 | 90,0     | 339       | 207             | 132             | 8.914                 | 25      | 155        | 523        | 221        |
| 2013 | 2.783.913 | 3.275.192 | 85,0     | 310       | 190             | 120             | 8.980                 | 21      | 158        | 449        | 202        |
| 2016 | 2.898.875 | 3.410.799 | 85,0     | 341       | 213             | 128             | 8.501                 | 19      | 146        | 406        | 215        |
| 2019 | 2.968.600 | 3.475.270 | 85,4     | 356       | 228             | 128             | 8.338                 | 33      | 148        | 411        | 218        |
| 2021 | 3.005.000 | 3.525.000 | 85,2     | 383       | 260             | 123             | 7.845                 | 32      | 152        | 294        | 218        |
| 2022 | 2.234.000 | 2.630.000 | 84,9     | 339       | 175             | 110             | 6.590                 | ?       | ?          | ?          | 164        |